# Muhammed Öztürk
Muhammed Öztürk – turecki zapaśnik walczący w stylu klasycznym. Zajął jedenaste miejsce na mistrzostwach świata w 1987. Ósmy na mistrzostwach Europy w 1988. Brązowy medalista igrzysk śródziemnomorskich w 1987 roku.